# The Wicked Symphony
The Wicked Symphony es el cuarto disco del proyecto Avantasia del alemán Tobias Sammet. Fue lanzado el 3 de abril de 2010 junto con Angel of Babylon. Es la continuación de The Scarecrow

## Lista de canciones
1. "The Wicked Symphony" - 9:28
2. "Wastelands" - 4:44
3. "Scales of Justice" - 5:04
4. "Dying for an Angel" - 4:32
5. "Blizzard On a Broken Mirror" - 6:07
6. "Runaway Train" - 8:42
7. "Crestfallen" - 4:03
8. "Forever is a Long Time" - 5:05
9. "Black Wings" - 4:37
10. "States of Matter" - 3:57
11. "The Edge" - 4:12

## Componentes
- Tobias Sammet - Voz, bajo
- Sascha Paeth - Guitarra, Productor
- Eric Singer - Batería
- Michael Rodenberg - Teclados, Orquestación

### Invitados

#### Músicos
- Guitarra
  - Bruce Kulick ( en la pista 6, 11)
  - Oliver Hartmann (en la pista 2, 8)(Canta en la 1)
- Batería
  - Felix Bohnke (en la pista 1, 5, 9 11)
  - Alex Holzwarth (en la pista 3, 7, 8, 10)
- Órgano
  - Simon Oberender (en la pista 6, 8, 11)

#### Cantantes
- Jørn Lande (en la pista 1, 6, 7, 8)
- Michael Kiske (en la pista 2, 6)
- Russell Allen (en la pista 1, 10)
- Bob Catley (en la pista 6)
- Klaus Meine (en la pista 4)
- Tim "Ripper" Owens (en la pista 3)
- André Matos (en la pista 5)
- Ralf Zdiarstek (en la pista 9)